# 趕繒船
趕繒船，是一種中國大型的福船，可以用作戰船、捕魚和運送木材。因船底為防藤壺等海蟲腐蝕而經常塗上白灰或白漆，所以又稱「白底船」。其中大赶缯船船长36米多，宽7米左右，24个船舱，可载重1500石。每船配水手、船工30余人，水兵80人。中赶缯船 长23米，宽6米，深2米，配水手、船工20多人，水兵60人。大、中赶缯船均是双桅、双舵、双铁锚。

## 歷史
趕繒船被用於戰事的歷史可見於史書記載。例如於永曆37年（1683年）5月，劉國軒增兵澎湖，總兵力達2萬餘人。當中兼有近20艘大小砲船、鳥船、趕繒船、洋船、雙帆等戰船，分戍澎湖各個要地。康熙二十二年六月十四日（1683年7月8日），施琅率领大鳥船70艘、趕繒船103艘、雙帆居船65艘，合計238艘出征澎湖。後來，在雍正二年（1724年），朝廷下令額定水艍船、趕繒船、雙篷船及快哨船四種戰船。朝廷在翌年設置軍工戰船廠，興建台灣水師營所屬戰船。戰船型式以趕繒船、艍船，以及同安梭船為主，再搭配槳船及巡哨船。為了應付對外戰事，於順治十三年，朝廷開始設三千人福建水師，同時建造過百餘艘唬船、哨船、趕繒船、雙篷船。此後數十年間，趕繒船成為清朝其中一種主要戰船。水師在訓練時都會動用它。乾隆十四年，旗兵曾於昆明湖設趕繒船，以前鋒軍訓習水戰駕船駛風的技術。

由鄭成功船隊揮師東渡至驅逐荷蘭開始統治台灣以後的130年間，清兵水師仍以水艉船和趕繒船為主戰船。不過在乾隆六十年（1795年），乾隆嫌趕繒船笨重，使駕駛不甚得力而下令改為同安梭船船式。一直到了2001年，台灣知名藝術家劉其偉之子劉寧生為宣揚中國古代帆船和航海術和重塑鄭和下西洋的壯舉而進行文化交流。他一共花了4,000多萬元新台幣以及用了6年時間籌備、搜集資料，並仿造一艘明末清初時福船類別的趕繒船太平公主號。最後完成駕駛無動力帆船環球航行的紀錄。

## 船隻製作
趕繒船長20多米，船艉畫有各種吉祥圖案以祈求吉利豐收，行船平安。因吉祥圖案色彩豐富，所以有「花屁股」之稱。又趕繒船結合了福船的設計和建造，在建造趕繒船時，最重要的地方是確定龍骨。工匠要先決定龍骨的長度，再按比例決定首龍骨、中龍骨和尾龍骨的長度。接著再決定龍骨兩端起翹的彎度。其後工匠選取龍骨的前、中、後部安置橫樑的幾個位置，在兩邊對稱地確定船的上下寬度，繼而確定橫樑和其他部件，從而構成船體的基本線型。

## 外部連結
- 仿古帆船訪港，2008年4月19日，香港蘋果日報 （页面存档备份，存于）
- 李其霖〈清代臺灣水師與戰船的建置〉 （页面存档备份，存于）